# Moorfleeter Kanal

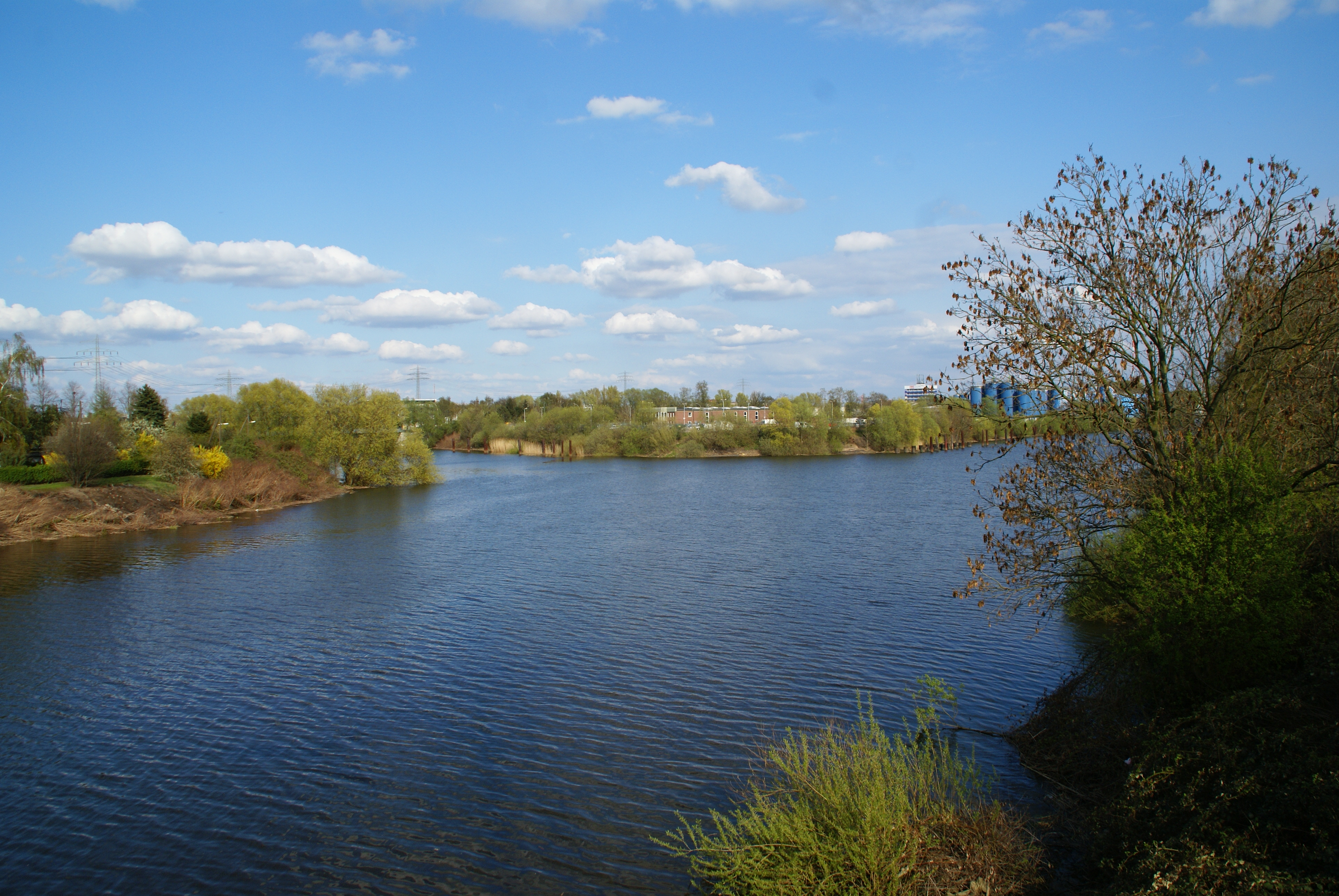
Moorfleeter Kanal, links abzweigend der Tidekanal

Karte des südlichen Teils des Industriegebiets Billbrook/Rothenburgsort mit dem Moorfleeter Kanal

Der Moorfleeter Kanal ist ein Kanal hauptsächlich im Hamburger Stadtteil Billbrook. Nur ein kleiner Teil an seinem Beginn gehört zum namensgebenden Stadtteil Moorfleet. Er ist 1750 Meter lang und bis auf einen 200 Meter langen Abschnitt im südlichen Abschnitt, in dem er sich auf 45 Meter verengt, 70 Meter breit. Der Kanal dient der Erschließung des südlichsten Teils des Industriegebiets Billbrook/Rothenburgsort.
Der Kanal geht am Heizkraftwerk Tiefstack in ostsüdöstlicher Richtung von der Billwerder Bucht ab (Lage) und unterquert nach 270 Meter die Andreas-Meyer-Brücke im Zuge des Rings 2. Nach weiteren 130 Metern zweigt der Tidekanal nach Nordosten ab. Danach verläuft der Kanal noch weitere 1350 Meter zwischen Andreas-Meyer-Straße (Ring 2) und Halskestraße, nach einer leichten Kurve Richtung letztlich nach Südosten (Lage).
Der Moorfleeter Kanal ist eine Landeswasserstraße und gehört zum Hafennutzungsgebiet des Hamburger Hafens. Er ist Teil des Tidehafens und fällt während des Niedrigwassers weitestgehend trocken.

## Dioxin am Moorfleeter Kanal
Am Ufer des Moorfleeter Kanals (heute der verengte Kanalabschnitt) befand sich seit 1924 ein Herbizid- und Pestizidwerk von Boehringer Ingelheim. Dieses vergiftete jahrelang den Boden und das Grundwasser mit Dioxinen, Chlorbenzolen und -phenolen. Mit betroffen war auch das Sediment im Moorfleeter Kanal. Nachdem das Werk 1984 geschlossen worden war, wurde mit der Sanierung begonnen, die jedoch wegen der Aggressivität der Substanzen scheiterte. Von 1995 bis 1998 wurde das Erdreich durch bis zu 50 Meter tiefe Dichtwände abgekapselt und seither wird das Grundwasser in einer Filterstation gereinigt und anschließend in den Kanal geleitet.  Weniger stark kontaminierte Sedimente wurden im früheren Wendebecken am Ende des Kanals abgelagert und das Wendebecken letztlich verfüllt. Dadurch verkürzte sich der Moorfleeter Kanal um 360 Meter.

## Nachweise
1. ↑  Geoportal Hamburg, abgerufen am 5. April 2019
2. ↑  Hamburgisches Wassergesetz (HWaG) in der Fassung vom 29. März 2005, abgerufen am 14. April 2019
3. ↑  Hafenentwicklungsgesetz vom 25. Januar 1982, Anlage 2: Grenzbeschreibung, abgerufen am 5. April 2019
4. ↑  Carolin Wahnbaeck: Umweltskandale in Deutschland: Was wurde aus dem Dioxin im Boden?, Spiegel Online vom 17. Oktober 2016, abgerufen am 5. April 2019
5. ↑  Behörde für Stadtentwicklung und Umwelt: Moorfleeter Kanal auf www.hamburg.de, abgerufen am 5. April 2019

- Karte mit allen Koordinaten:
- OSM |
- WikiMap